# Magnetinduktive Methode
Die magnetinduktive Methode (ISO 2178) ist ein elektromagnetisches Verfahren zur zerstörungsfreien Werkstoffprüfung. Es wird zur Messung der Dicke von magnetisch neutralen Schichten auf magnetischem Grundmaterial verwendet.

## Prinzip
Bei der Prüfung wird durch eine Spule ein wechselndes Magnetfeld erzeugt. Im Gegensatz zur Wirbelstromprüfung kommen deutlich niedrigere Frequenzen zum Einsatz. Wirbelstrom-Effekte sind hier eher unerwünscht.
Der aus Messfühler und Grundwerkstoff bestehende magnetische Kreis verändert seine Eigenschaften in Abhängigkeit von der Schichtdicke. Dieser Effekt wird gemessen und in eine Schichtdicke umgerechnet.
Da das Messsignal von den magnetischen Eigenschaften und der Geometrie des Grundwerkstoffes abhängt, muss erst auf einem unbeschichteten Werkstück kalibriert werden. Nur bei Anwendungen mit Standard-Geometrien und -Werkstoffen kann ohne Kalibrierung gemessen werden.